# Гавриловский сельский округ (Московская область)
Гавриловский сельский округ — упразднённая административно-территориальная единица, существовавшая на территории Луховицкого района Московской области в 1994—2006 годах.

## История

### Советское время
Гавриловский сельсовет был образован в первые годы советской власти. До 1929 года он входил в состав Зарайского уезда Рязанской губернии.
В 1929 году Гавриловский с/с был отнесён к Луховицкому району Коломенского округа Московской области.
8 января 1931 года Луховицкий и Белоомутский районы объединились в Горкинский район, куда вошёл и Гавриловский с/с.
11 мая 1931 года Горкинский район был переименован в Луховицкий район.
14 июня 1954 года к Гавриловскому с/с был присоединён Мухинский с/с.
22 июня 1954 года из Кончаковского с/с в Гавриловский были переданы селения Ивановское и Любаво.
1 февраля 1963 года Луховицкий район был упразднён и Гавриловский с/с вошёл в Коломенский сельский район. 
11 января 1965 года Гавриловский с/с был возвращён в восстановленный Луховицкий район.
20 декабря 1966 года в Гавриловском с/с был образован посёлок Газопроводск.
30 мая 1978 года в Гавриловском с/с было упразднено селение Ивановское.
23 июня 1988 года в Гавриловском с/с были упразднены деревни Любаво и Покровская Слободка.

### Постсоветский период
3 февраля 1994 года Гавриловский с/с был преобразован в Гавриловский сельский округ.
В ходе муниципальной реформы 2004—2005 годов Гавриловский сельский округ прекратил своё существование как муниципальная единица. При этом его селения были переданы в сельское поселение Газопроводское.
29 ноября 2006 года Гавриловский сельский округ исключён из учётных данных административно-территориальных и территориальных единиц Московской области.